# WebDINO Japan
一般社団法人WebDINO Japan (ウェブディノジャパン)はオープンウェブプラットフォームの領域拡大とウェブ技術による相互接続環境の社会実装を通じて、インターネットの環境基盤に貢献することを目的とした非営利法人。旧名は 「一般社団法人 Mozilla Japan（モジラ・ジャパン）」であり、日本でMozilla製品を普及促進・展開を支援することを目的とした非営利法人であった。この組織は2004年7月に設立、8月19日から活動を開始した。Mozilla Foundationからは独立しているが、公式アフィリエイト（支部）として存在している。また、各種企業と提携し、Mozillaに関する技術の実用化の促進などを行っている。
2017年6月30日、Mozilla Japanは法人名を一般社団法人 WebDINO Japan へ変更した旨を発表し、7月3日より新法人名で活動するとした。改名はMozilla Corporationによる決定方針により行われた。

## 主な活動内容

### 製品のローカライズ
公式にリリースされた各種製品の日本語化を行う他に、日本にあわせたチューニングを行っている。ただし、ナイトリー・ビルドなどの開発版に関しては、日本語化は行われていない。取り扱う製品は、Mozilla Foundationのリリースに従っている。

### 文書の翻訳
サイト内の文書の一部を日本語訳して公開している。

### 各製品のプロモーション
各製品に関するプロモーションを、ネット上、または実地に行っている。Spread Firefoxの日本語版を通してプロモーションをしたり、お試し版CDの配布、ユーザーイベントなどを開催している。また、Spread Firefoxの日本語版マスコットキャラクターとして、2006年9月にキツネをモチーフとしたアニメ風のキャラクターであるフォクすけが作成された。

### テクノロジーの啓蒙、普及活動
各種技術系イベントに参加し、GeckoやXULといった各種技術の啓蒙を行っている。時には、海外の技術者を招聘し、利用者が参加するイベントを行うことがある。

#### Mozilla 24
Mozilla 24とは、Mozilla Japanが主催し、日本・欧州・米国など世界各地を接続して24時間連続で開催されるイベントである。インターネットをもっとエキサイティングにするため、Mozillaの活動の先にある未来のインターネットの姿について考えるものとしている。
2007年度は9月15～16日に開催され、日本では東京（慶應義塾大学・ベルサール九段・SHIBUYA BOXX）・京都（京都大学）の4か所が主会場となった。イベント内容については公募により決定し（2007年5月31日から6月30日まで企画アイデアを募集していた）、慶應義塾大学・ベルサール九段ではパネルディスカッションなどが、SHIBUYA BOXXではに・よん・なな・みゅーじっくなどの協力による音楽イベントが実施された。当日はストリーミング中継によりインターネット経由で全世界からイベントの様子を視聴することができた。なお、イベントの様子を撮影した動画は公式サイト上で約半年間の期間で限定公開されていた。

## 役員
- 代表理事 
  - 瀧田佐登子 （元 AOL / ネットスケープコミュニケーションズ）
- 理事 
  - 伊藤穰一 （Mozilla Foundation理事、MITメディアラボ 所長）
  - 喜多伸夫 （サイオステクノロジー株式会社 代表取締役社長）
  - 砂原秀樹 （慶應義塾大学大学院 メディアデザイン研究科 教授）
  - 中村素典 （国立情報学研究所 学術基盤推進部 学術基盤課 学術認証推進室 特任教授）
- 監事 
  - 鈴木信行